# Edy Korthals Altes
Everhardus Joannes (Edy) Korthals Altes (Vught, 5 maart 1924 – 25 december 2021) was een Nederlandse ambassadeur en voorzitter van de sectie Internationale Zaken van de Raad van Kerken in Nederland.

## Familie
Altes is een zoon van bankier en advocaat mr. Jan Philip Korthals Altes (1894-1971), lid van het geslacht Altes, en diens eerste echtgenote Geertruijd Ida van Linden Tol (1899-1963). Hij is een broer van verpleegkundige en bejaardentehuisdirectrice Elisabeth Korthals Altes (1925-2000) en van illustratrice en schilderes Alison Korthals Altes. 
Hij trouwde in 1950 met mr. Deetje Marianne Meijer met wie hij vier kinderen kreeg, onder wie prof. dr. Liesbeth Korthals Altes, hoogleraar te Groningen. 
Hij is een neef van oud-minister van Justitie Frits Korthals Altes en van landsadvocaat en raadsheer in de Hoge Raad Everhard Korthals Altes (1933-2015).

## Loopbaan
Altes studeerde economie aan de Nederlandse Economische Hogeschool in Rotterdam en werkte van 1951 tot 1986 in de diplomatieke dienst van Nederland. Van 1973 tot 1977 was hij Plaatsvervangend Permanent Vertegenwoordiger bij de Europese Gemeenschappen. Tweemaal bezette hij een ambassadeurspost, van 1977 tot 1980 in de Poolse hoofdstad Warschau en van 1983 tot 1986 in de Spaanse hoofdstad Madrid. In dat laatste jaar trad hij terug uit de Buitenlandse Dienst in verband met zijn publieke stellingname tegen de wapenwedloop.
Na 1986 vervulde hij verschillende functies, onder andere:
- 1987-1995 vicevoorzitter van Pugwash Nederland.
- 1990-1996 voorzitter Sectie Internationale Zaken van de Raad van Kerken Nederland.
- 1991-1993 Co-President EECOD (European Ecumenical Commission on Development), Brussel.
- 1992-1997 Mitglied Entwicklungskammer Evangelische Kirche Deutschland (EKD), Hannover
- 1994-1999 Co-President Religions for Peace (WCRP), Vice-Moderator Governing Board en member Executive Committee, New York.
- 2005-  Fellow World Academy of Art and Science.

In 2021 werd de vredesmedaille aan hem toegekend.
```
‘Wie vrede wil moet zich voorbereiden op de oorlog.’ Nu is vereist: ‘Wie de vrede wil moet zich daadwerkelijk op de vrede voorbereiden.’ 
```

Over het thema vrede en veiligheid en de noodzaak van geestelijke vernieuwing in Europa schreef hij diverse boeken.

## Werken
- 1988: Mens of Marionet
- 1988: Een dure keizer zonder kleren
- 1999: Heart and Soul for Europe : An Essay on Spiritual Renewal (Van Gorcum)
- 2002: Europa Ontwaak!  : Over de noodzaak van spirituele vernieuwing. (Damon) [bewerking van Heart and Soul for Europe]
- 2006: Cuore e Anima per l'Europa, Un cammino verso il Rinnovamento Spirituale
- 2002: Spiritualiteit. Nieuw leven voor een verdord Europa [uitgebreide tekst van de uitgesproken Titus Brandsma Lezing 2002]
- 2008: Spiritual Awakening. The Hidden Key to Peace and Security, Just and Sustainable Economics, A Responsible European Union
- 2017: " Van Havik tot vredesduif - Diplomaat tijdens de Koude Oorlog" (Uitgeverij Aspekt)